# Емі Коні Барретт
Емі Коні Барретт (англ. Amy Coney Barrett; нар. 28 січня 1972, Новий Орлеан, штат Луїзіана) — американська юристка та науковиця у сфері права, суддя Верховного суду США із 2020 року.
Барретт була суддею в Апеляційному суді сьомого округу США з 2017 року (номінована на посаду президентом Дональдом Трампом) до 2020 року. У вересні 2020 року Трамп номінував її до Верховного суду США на місце, яке звільнилося внаслідок смерті Рут Бейдер Гінзбург; Сенат США підтвердив призначення Емі Коні Барретт на посаду судді Верховного суду 26 жовтня.

## Біографія
Емі Коні Баретт народилася у Новому Орлеані (Луїзіана). У 1990 році закінчила школу в Новому Орлеані, а у 1994 році отримала ступінь бакалавра мистецтв в Роудс-коледжі; входила до складу престижного студентського товариства Фі Бета Каппа. У 1997 році Барретт закінчила Школу права Університету Нотр-Дам зі ступенем доктора, була виконавчим редактором Notre Dame Law Review.
Працювала помічником судді Лоуренса Сільбермана в Апеляційному суді США по округу Колумбія, з 1998 по 1999 рік — помічник судді Верховного суду США Антоніна Скалії. З 1999 по 2002 рік — в юридичній фірмі Miller, Cassidy, Larroca & Lewin у Вашингтоні.
У 2002 році вона почала викладати в Школі права Університету Нотр-Дам, з 2010 року — професор права.
8 травня 2017 року президент США Дональд Трамп номінував її кандидатуру до Апеляційного суду сьомого округу США (федеральний суд апеляційної інстанції, який розглядає справи у штатах Іллінойс, Індіана та Вісконсин). Сенат США затвердив її кандидатуру 31 жовтня того ж року. Протягом президентства Трампа Баретт широко розглядался як потенційна кандидатка на пост судді Верховного суду США; 26 вересня 2020 року Трамп номінував її до Верховного суду після смерті судді Рут Бейдер Гінзбург.
Сенат США підтвердив призначення Емі Коні Барретт на посаду судді Верховного суду 26 жовтня. За годину після голосування Барретт вже склала присягу в Білому домі у присутності Трампа. 27 жовтня вона стала повноправною суддею Верховного суду США.
Барретт є членом консервативної організації «Товариство федералістів».
Чоловік Джессі М. Барретт — партнер у юридичній фірмі SouthBank Legal (Саут-Бенд, Індіана), раніше — помічник прокурора Сполучених Штатів у Північному окрузі штату Індіана. У них семеро дітей, включно із двома прийомними дітьми із Гаїті.